# 克雷森特鎮區 (愛荷華州波特瓦特米縣)
克雷森特鎮區（英語：Crescent Township）是位於美國愛荷華州波特瓦特米縣的一個行政鎮區。

## 地方資料
根據2010年美國人口普查的數據，克雷森特鎮區的面積為79.59平方千米，當中陸地面積為77.93平方千米，而水域面積為1.66平方千米。當地共有人口1201人，而人口密度為每平方千米15.09人。